# Dorfkirche Kurzlipsdorf

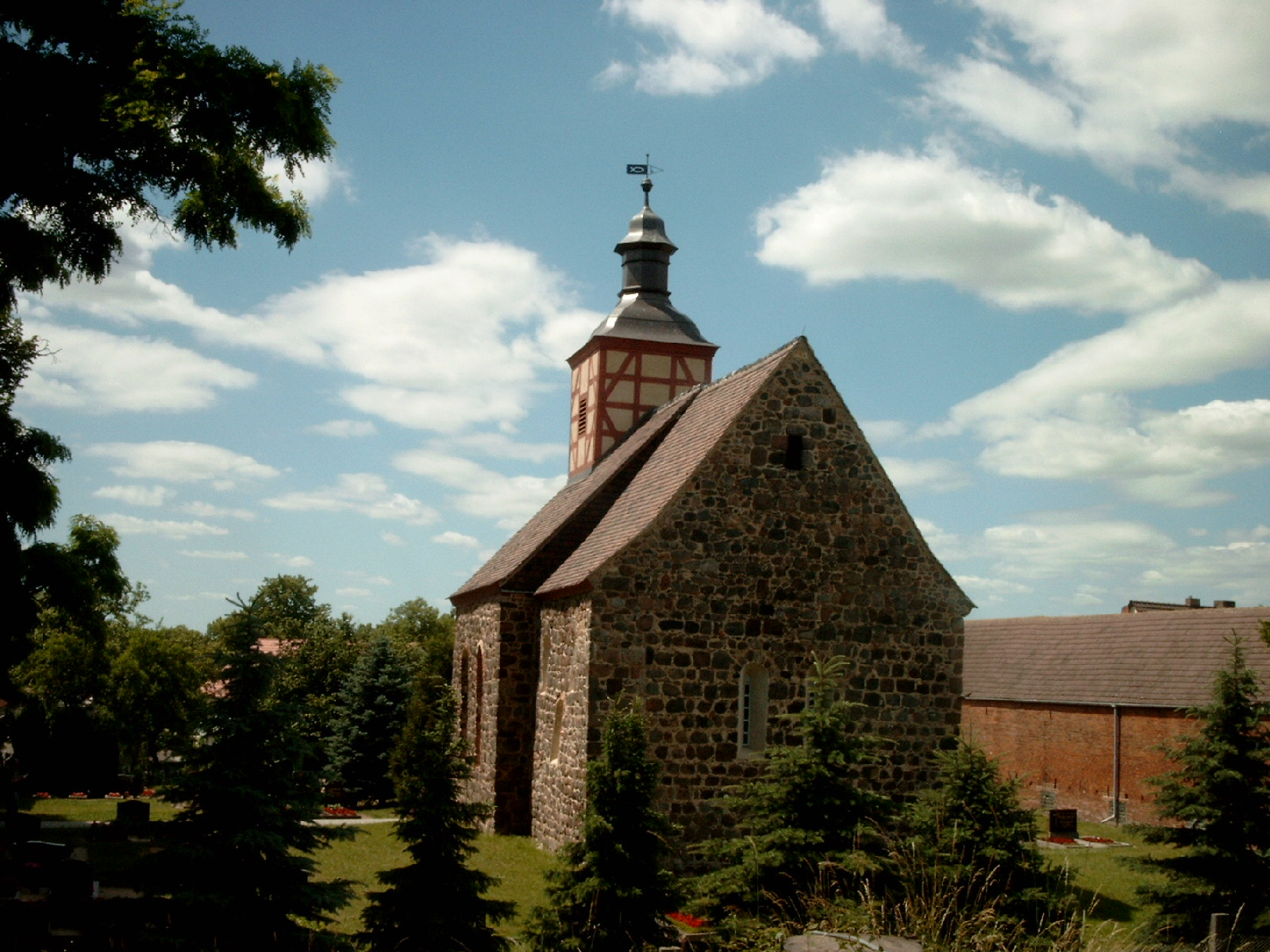
Die Kirche in Kurzlipsdorf

Die Dorfkirche Kurzlipsdorf befindet sich im Ortsteil Kurzlipsdorf in der Gemeinde Niedergörsdorf im Landkreis Teltow-Fläming in Brandenburg. Die Kirche steht unter Denkmalschutz. Die Kirche gehört zur Pfarrstelle Blönsdorf im Kirchenkreis Wittenberg.

## Die Kirche
Die evangelische Kirche wurde in der Mitte des 13. Jahrhunderts erbaut. Sie befindet sich im Nordosten des Ortes, etwas erhöht und umgeben vom Kirchhof. An der westlichen Seite der Kirche befindet sich ein Fachwerkdachturm. Die Kirche ist ein Bau aus Feldstein mit einem kurzen Schiff und einem eingezogenen Chor. Das verkürzte Schiff hat die Ursache in einem Teileinsturz der Kirche im Jahr 1577. An den Seiten befinden sich Rundbogenfenster im Stil der Romanik, an der Nordseite befindet sich heute eine vermauerte Priesterpforte. Während des Dreißigjährigen Kriegs brannte das Pfarrhaus ab, die Kirche wurde von Seehausen betreut. In den 1760er Jahren wurde die Kirche wesentlich erneuert. Aus dieser Zeit stammen der Dachstuhl und der aus Fachwerk erstellte Dachturm mit geschweifter Haube und Laterne. Renovierungen fanden 1898 und von 1927 bis 1928 statt. Die letzten Erneuerung fanden von 1965 bis 1967 statt.
Die Ausstattung im Inneren ist im wesentlich aus dem späten 18. Jahrhundert. Älter sind die Reste eines Altaraufsatzes aus dem Jahr 1684. In der Predella befindet sich eine Darstellung des Abendmahles. Die Orgel wurde 1888 von Gustav Albert Friedrich aus Wittenberg erstellt. Das Prospekt ist dreiteilig, in der Mitte befindet sich Dreiecksgiebel. Die Glocke wurde laut einer Inschrift im Jahre 1884 in Dresden von Robert Ebert gegossen.